# Richard Laxton
Pour les articles homonymes, voir Laxton.
Richard Laxton, né le 5 juillet 1967 à Londres (Royaume-Uni), est un réalisateur britannique.

## Filmographie

### Au cinéma

#### Comme acteur
- 1985 : The Innocent : Reg Reid

#### Comme réalisateur
- 1992 : I Bet It Will Rain (court métrage, aussi scénariste)
- 2006 : Life and Lyrics
- 2007 : Grow Your Own
- 2009 : An Englishman in New York
- 2014 : Effie Gray

### À la télévision
- 1993 : EastEnders (soap opera)
- 1994 : Les Règles de l'art (série télévisée, 1 épisode)
- 1995 : Band of Gold (série télévisée, 3 épisodes)
- 1995 : Out of the Blue (série télévisée, 2 épisodes)
- 1996 : Poldark (téléfilm)
- 1996 : The Hello Girls
- 1997 : McCallum (série télévisée)
- 1997 : Wing and a Prayer
- 1998 : Invasion : Earth
- 1999 : Life Support
- 2000 : Border Cafe
- 2001 : Meurtres à l'anglaise
- 2003 : Hearts of Gold
- 2004 : Bodies (en) (série télévisée médicale)
- 2004 : Outlaws (série télévisée)
- 2004 : Sea of Souls
- 2005 : The Ghost Squad
- 2008 : Hancock & Joan
- 2009 : Free Agents (série télévisée)
- 2010 : Accused (série télévisée)
- 2010 : Him and Her
- 2011 : Ronde de nuit (téléfilm)
- 2013 : Liz Taylor et Richard Burton : Les Amants terribles
- 2013 : The Job Lot
- 2015 : Fortitude (série télévisée)
- 2015 : River (série télévisée)
- 2016 : Mum (série télévisée, 6 épisodes - aussi producteur)
- 2017 : Dirk Gently, détective holistique (série télévisée, 2 épisodes)
- 2017 : The Mist (série télévisée, 1 épisode)
- 2018 : Mrs. Wilson
- 2022 : La Disparition de John Darwin (The Thief, His Wife and the Canoe) (mini-série)

## Récompenses et distinctions
- (en) Richard Laxton: Awards, sur l'Internet Movie Database